# UTC−3:00

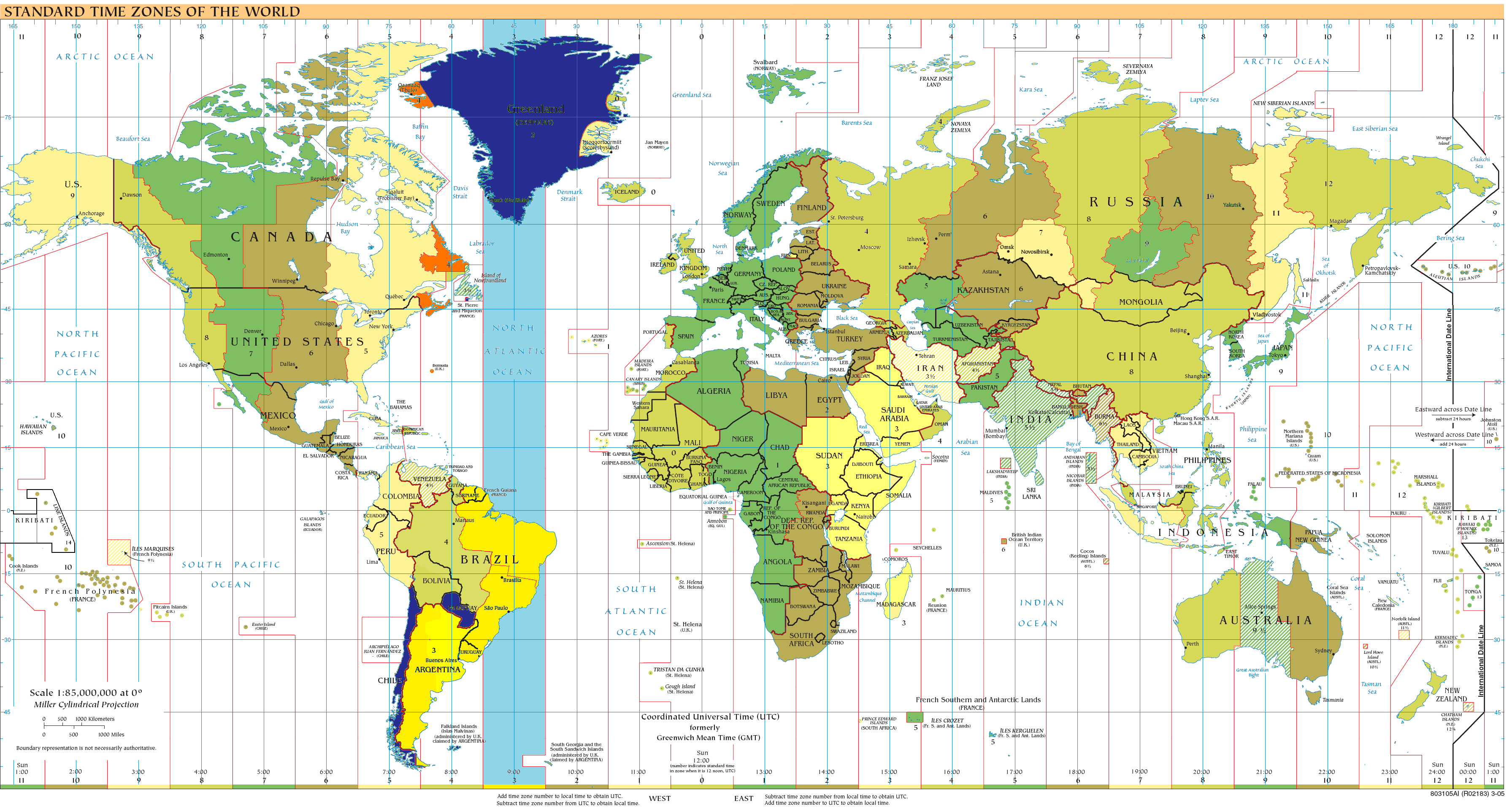
UTC−3 на карте часовых поясов мира:
синим — зона UTC−3 зимой (ноябрь-март) в Северном полушарии (летом (апрель-октябрь) — UTC−2) и зона UTC−3 летом (ноябрь-март) в Южном полушарии (зимой (апрель-октябрь) — UTC−4) ;
голубым — зона UTC−3 в океанах;
ярко-жёлтым — зона UTC−3 круглогодично;
оранжевым — зона UTC−3 летом (апрель-октябрь) в Северном полушарии и зона UTC−3 зимой (апрель-октябрь) в Южном полушарии

UTC−3 — часовой пояс (MSK-6), использующийся в следующих государствах и территориях

## В течение всего года
- + Суринам
- Гвиана ( Франция)
- Бразилия:
  - Северный регион (восточная часють):
    -  Амапа
    -  Пара
    -  Токантинс

  - Северо-восточный регион (весь) (исключая атлантические острова):
  - Центрально-западный регион (восточная часть):
    -  Гояс
    -  Федеральный округ (Бразилия)

  - Юго-восточный регион (весь)
  - Южный регион (весь)
- Уругвай
- Аргентина
- Фолклендские острова ( Великобритания)[2]

## Зимой в Северном полушарии
- Сен-Пьер и Микелон ( Франция)

## Летом в Северном полушарии
- Гренландия ( Дания):
  - Каасуитсуп:
    - Полуостров Хейс
- Канада:
  -  Ньюфаундленд и Лабрадор:
    - Большая часть региона Лабрадор

  -  Нью-Брансуик
  -  Остров Принца Эдуарда
  -  Новая Шотландия
- Бермуды ( Великобритания)

## Летом в Южном полушарии
- Чили:
  - Материковая часть и прилегающие острова (вся страна кроме провинции Исла-де-Паскуа)